# Emmanuel Allard
Emmanuel Auguste Allard, né le 3 septembre 1833 à Marseille où il est mort le 2 août 1910, est un imprimeur lithographe français. Désigné maire de Marseille par cooptation en 1884, il s'illustra aussitôt par son efficience dans la lutte contre une terrible épidémie de choléra.

## Biographie
Fils d’un maçon, Emmanuel Allard nait dans un immeuble faisant face à l'esplanade de la Gare Saint-Charles à Marseille, place Bernard Dubois, le 3 septembre 1833. 
Après 12 ans d'expérience comme ouvrier lithographe, il fonde en 1859 sa propre imprimerie. 
Républicain hostile à l’Empire, il est élu au Conseil municipal en 1871. 
En 1881, il devient adjoint du maire Brochier, mais bientôt en désaccord avec lui, il démissionne en 1882 -  avec six de ses collègues.
Désigné maire par cooptation le 16 mai 1884, Emmanuel Allard est aussitôt à la tête du conseil municipal divisé d'une ville qui doit faire face à une épidémie de choléra qui vient de se déclarer à Toulon. Emmanuel Allard s'illustrera par une série de décisions pleines de bon sens. Le 20 juin, il persuade la commission des hospices d’installer un hôpital pour les malades du choléra dans le palais du Pharo. Deux jours plus tard, des aménagements sont entrepris et les premiers malades sont accueillis à partir du 26 juin,
En tant que membre du parti radical, Emmanuel Allard  est opposé à la fois aux modérés, aux socialistes et aux monarchistes, mais sa grande habileté politique lui permet de s'ériger en arbitre et d'exercer activement sa fonction de maire. 
D’une parfaite honnêteté, il est surnommé « l’intègre ». Emmanuel Allard se retire toutefois le 26 mars 1887 lorsque le Conseil municipal est dissout par le gouvernement, qui sous prétexte de l’anniversaire de la Commune fait suspendre la séance du conseil municipal du 18 mars.
Emmanuel Allard revient à la politique en 1902, à 75 ans, sur la liste des radicaux progressistes d'Amable Chanot. Le 3 mai 1908, il est coopté maire, cette fois au bénéfice de l’âge, le conseil n'ayant pas départagé sa candidature face au socialiste Bernard Cadenat avec 18 voix pour et 18 contre. Il appelle comme premier adjoint le socialiste Clément Lévy et s’acquitte de sa tâche  de nouveau avec une grande habileté. 
Malheureusement, en 1910, il attrapa une bronchite dont il ne se remit pas. Au début de l'été 1910, Emmanuel Allard doit s'aliter, si bien que Clément Lévy représente la municipalité aux cérémonies du 14 juillet 1910 et préside le conseil municipal du 26 juillet suivant. Lorsqu'Emmanuel Allard meurt à 7 heures le matin du 2 août 1910, un jour de réunion du Conseil municipal, Clément Lévy assure la fonction de maire par intérim.  
La ville lui fait de magnifiques funérailles.
Une avenue dans le 11e arrondissement de Marseille porte son nom.
L’ancien guesdiste et franc-maçon Bernard Cadenat est coopté maire le 9 septembre 1910.

## Distinction
- Chevalier de la Légion d'honneur (30 mars 1885)[6]